# Odontota horni
Odontota horni es una especie de insecto coleóptero de la familia Chrysomelidae.
Fue descrita científicamente en 1885 por Smith.